# Wadi Hammamat
Uadi Hammamat (àrab: وادي الحمامات, wādī al-Ḥammāmāt) fou un riu de l'antic Egipte, i un centre de caravanes a la seva vora. Està a mig camí entre Quseir —un port de la costa de la mar Roja, a l'est de Luxor— i Coptos —a la vora del Nil, a 50 km al nord de Luxor. Els egipcis l'aprofitaren com a estació per a les caravanes que transportaven pedres de les pedreres de Bekhen, no gaire llunyanes. Els romans el feren servir com a centre caravaner d'enllaç amb la mar Roja, i en el seu temps el comerç era tan intens que els àrabs eren majoria a la ciutat de Coptos; les restes de les construccions romanes encara es poden veure. Fou més tard centre de pas dels pelegrins a la Meca i fins i tot una estació de la ruta de la Seda.
A la zona s'adorava principalment el déu Amon.
Fou documentat el 1769 i excavat a finals del segle xix. S'hi han trobat nombrosos gravats en pedra de totes les èpoques, des de l'antic Egipte fins als temps moderns.